# エリザベット・ド・フォントネ
エリザベット・ド・フォントネまたはエリザベート・ド・フォントネ（Élisabeth de Fontenay、1934年 - ）はフランスの哲学者、評論家、パリ第１パンテオン・ソルボンヌ大学の哲学名誉教授。特にユダヤ性、「動物性」、ヴュルネラビリテ（弱さ、傷つきやすさ）、沈黙をめぐる哲学で知られている。代表作に『動物たちの沈黙 ―《動物性》をめぐる哲学試論』(彩流社) などがある。また、知的障害のある弟を描いた『夜のガスパール』(未訳) により2018年フェミナ賞随筆（評論）部門を受賞した。

## 経歴

### 家系
1934年、エリザベット・ブールドー・ド・フォントネとしてパリに生まれた。父アンリ・マリー・ジョゼフ・ブールドー・ド・フォントネ (1900-1969) は右派カトリックの家系の出で、反ファシズムを掲げたフランス人民戦線 (1936-37) を支持する弁護士であった。マキとしてレジスタンスに積極的に参加し、1944年1月には（ナチス・ドイツ占領下で秘密裏に）ルーアンの共和国警察署長に任命された。さらに戦後はシャルル・ド・ゴールにフランス国立行政学院の初代学長に任命された。ド・フォントネはこうした父の経歴を「古い極右カトリック家系の出として模範的」なものと表現している。
一方、母ネシア・オルンスタン（ホーンスタイン）は歯科医であったが、母方の両親はオデッサ（ウクライナ）の出身で、1905年のポグロムを逃れてフランスに亡命。ネシア自身はアンリと結婚するためにカトリックに改宗したが、彼女の一族は皆、アウシュヴィッツで殺されていた。だが、ネシアは娘エリザベットにこうした過去について一切語らず、娘に洗礼を受けさせ、カトリック系の私塾サント＝マリー・ド・ヌイイ校に入れた。

### 改宗
だが、ド・フォントネは、ジャン＝ポール・サルトルの『ユダヤ人』（ユダヤ人問題についての考察, 1946）を読んだこと、ローマ教皇ピウス12世がナチスによるユダヤ人虐殺を知りながら止めようとしなかったこと、第三次中東戦争、1969年1月の父アンリの死、セルジュ・クラルスフェルトが作成したホロコースト犠牲者名簿に親族の名前があったことなどを通じて、次第にユダヤ人問題に関心を抱くようになり、母ネシアにより課された「忘れる義務」の代わりに「記憶する義務」を自らに課し、22歳でユダヤ教に改宗した。

### ヴュルネラビリテ (弱さ、傷つきやすさ)
ド・フォントネはさらに、自らを父方の「反ユダヤ主義的なキリスト教」と母方の「迫害されたユダヤ教」が出会う場として位置づけ、この矛盾を生きることから、「生きているもののヴュルネラビリテ（弱さ、傷つきやすさ）」、「弱い者や愚かな者のヴュルネラビリテ」、「声なき者のヴュルネラビリテ」、「生まれたばかりの子供のヴュルネラビリテ」に思いを馳せるようになった。ド・フォントネが「動物性」や動物福祉を哲学の中心的課題としたのもこうした経緯があってのことであり、代表作『動物たちの沈黙』でも、以上のような観点から約2500年にわたる西洋思想史、とりわけデカルトの動物機械論や行動主義心理学を問い直している。また、2011年から2014年までラジオ局フランス・アンテルの「動物と共に生きる」という番組を担当した。
ド・フォントネは影響を受けた哲学者として特にウラジミール・ジャンケレヴィッチ、ミシェル・フーコー、ジャック・デリダを挙げている。ジャンケレヴィッチとは1968年に出会い、ソルボンヌ大学で彼の助手を務めた。

### 夜のガスパール
一方、心理学ではラカン派のモード・マノーニに負うところが大きいという。特に彼女が知性（知能）の評価や定性化を嫌ったこと、知的障害を心理的な抵抗と解釈したことに共感している。ド・フォントネが著書『夜のガスパール』で知的障害のある弟を描いたのも、「自我の不在」、「人間の謎」である弟を表現することで「存在させる」ためであり、この意味で彼女のこれまでの哲学的探究の延長線上にある。この著書は2018年フェミナ賞評論（随筆）部門を受賞した。
ユダヤ人問題については、ショア記念館財団のショア（ホロコースト）教育委員会の委員長を務めるほか、『フランスにおける新たな反ユダヤ主義』などの序文を書いている。

## 著書
- Les Figures juives de Marx : Marx dans l'idéologie allemande (マルクスのユダヤ的フィギュール ― ドイツ・イデオロギーにおけるマルクス), Galilée, 1973
- Diderot ou le matérialisme enchanté (ディドロあるいは魔法の唯物論), Grasset, 1981, 2001
- Interpréter Diderot aujourd'hui (現代におけるディドロの解釈), Le Sycomore, 1984 (ジャック・プルースト（フランス語版）との共著)
- « La raison du plus fort » (強者の論理) --- Trois traités pour les animaux de Plutarque, POL, 1992 (プルタルコス著『動物論三篇』の仏訳書の序文)
- Le Silence des bêtes : la philosophie à l'épreuve de l'animalité, Fayard, 1998
  - 『動物たちの沈黙 ―《動物性》をめぐる哲学試論』(石田和男, 小幡谷友二, 早川文敏訳, 彩流社, 2008)[10]
- Des hommes et des bêtes (人間と動物), Tricorne, 2000 (アラン・フィンケルクロートとの共著)
- « Les bêtes dans la philosophie et la littérature » (哲学・文学における動物), Denis Müller et Hugues Poltier, La Dignité de l'animal : quel statut pour les animaux à l'heure des technosciences ? (動物の威厳 ― 技術科学の時代おける動物の地位), Labor et Fides, 2000
- Les Mille et une fêtes : pourquoi tant de religions ? Petite conférence sur les religions (千と一つの祭り ― なぜこれほど多くの宗教が存在するのか ― 宗教についての小講和), Bayard, 2005
- Quand un animal te regarde (動物があなたを見ているとき), avec des illustrations d'Aurore Callias, Paris, Giboulées-Gallimard jeunesse, 2006
  - 『動物には心があるの? 人間と動物はどうちがうの?』(オーロール・カリアスによるイラスト, 伏見操訳, 岩崎書店, 「10代の哲学さんぽ」シリーズ, 対象年齢：小学校高学年, 2011)[11]
- Une tout autre histoire : questions à Jean-François Lyotard (まったくの別問題 ― ジャン＝フランソワ・リオタールへの質問), Fayard, 2006
- Sans offenser le genre humain : réflexions sur la cause animale (人類を侮辱せずに ― 動物福祉に関する考察), Albin Michel, 2008
- Traduire le parler des bêtes (動物の言葉を翻訳する), L'Herne, 2008 (マリー＝クレール・パスキエとの共著),
- « L'abstraction du monde » (世界の抽象化), Regards sur la crise : réflexions pour comprendre la crise… et en sortir (危機に対する眼差し ― 危機を理解するため・・・そして脱出するための考察), Hermann, 2010 (アントワーヌ・メルシエ、アラン・バディウ、ミゲル・ベナサジャグ、レミ・ブラグ、ダニー＝ロベール・デュフール、アラン・フィンケルクロートとの共著)
- Actes de naissance, entretiens avec Stéphane Bou (出生証明書 ― ステファヌ・ボーとの対談), Le Seuil, 2011
- Gaspard de la nuit. Autobiographie de mon frère (夜のガスパール ― 私の弟の自伝), Stock, 2018 --- 2018年フェミナ賞評論（随筆）部門受賞